# 镇风塔 (饶平县)
镇风塔，位于中国广东省潮州市饶平县柘林镇东北方面的风吹岭。始建于元至正十三年（1353年），为广东保存完好的元代古塔之一。因拓林频临海滨，常有风潮之害，建塔是为了镇风，故取名“镇风塔”。

## 历史
建于元至正十三年（1353年）二月。1985年时广东省文管会曾拨款进行维修。

## 结构
镇风塔，坐西向东，高七层约22米，为平面八角型楼阁式。其中第一层高3.14米，逐层递减，至第七层为1.52米。各层用石拱承托平座，塔腔内有螺旋式阶梯。各层所开门窗不一，首层只有一门无窗，二、三层各设一门二窗，而四到七层各设二门二窗。

## 文墨
门联是“福德书桂寿辰星，万里江山富贵长”，横批为“八峰福位三宸星”。第二层的门额是“汉义书星”，三层的门额为“福魁桂子”

## 交通
在饶平汽车站乘坐乘坐黄冈镇往柘林镇方向的车，在终点站下车后向人借问步行上山